# Gargojleozaur
Gargojleozaur (Gargoyleosaurus parkpinorum) – roślinożerny dinozaur z grupy ankylozaurów (Ankylosauria). Jego pozycja filogenetyczna w obrębie tej grupy jest niepewna; z niektórych analiz kladystycznych wynika jego przynależność do rodziny Ankylosauridae, z innych - do Nodosauridae.
Żył w okresie jury (ok. 154–150 mln lat temu) na terenach Ameryki Północnej. Długość ciała ok. 3–4 m (długość czaszki tylko 29 cm), ciężar ok. 1 t. Jego szczątki znaleziono w USA (w stanie Wyoming).